# Kjell Borgen
Kjell Borgen (* 21. Oktober 1939 in Oslo; † 22. August 1996) war ein norwegischer Politiker der sozialdemokratischen Arbeiderpartiet (Ap). Von 1977 bis 1993 war er Abgeordneter im Storting. Borgen fungierte zudem von Mai 1986 bis Juni 1988 als Verkehrsminister, anschließend bis Oktober 1989 als Kommunal- und Arbeitsminister sowie von November 1990 bis September 1992 als Kommunalminister seines Landes.

## Leben

### Zeit als Lehrer und in der Lokalpolitik
Borgen besuchte zunächst eine Handelsschule, bevor er von 1960 bis 1962 die Lehrerschule in Elverum (Elverum lærerskole) besuchte. Anschließend unterrichtete er bis 1966 in der Kommune Rendalen. Im Jahr 1964 schloss er das Grundfach Norwegisch an der Universität Oslo ab, vier Jahre später folgte der Abschluss im Grundfach Pädagogische Psychologie. Im Jahr 1967 wechselte er als Schulleiter an die Fagertun barne- og ungdomsskole, was Borgen bis 1972 blieb. Anschließend begann er für die Gemeindeverwaltung von Rendalen als sogenannter Tiltakssjef zu arbeiten.
Neben seiner Tätigkeit als Lehrer war er auch lokalpolitisch engagiert. Ab 1965 saß er bis 1977 im Kommunalparlament von Rendalen. Dabei war er ab 1967 der Bürgermeister der Kommune. Ab 1967 saß Borgen zudem im Fylkesting des damaligen Fylkes Hedmark. Er blieb bis 1979 Abgeordneter. In der Zeit von 1974 bis 1975 war er im Fylkesting als Fylkesvaraordfører und somit als stellvertretender Fylkesordfører tätig. In den Jahren 1976 bis 1990 war er Vorsitzender seiner Partei im Fylke Hedmark.

### Stortingsabgeordneter
Borgen zog bei der Parlamentswahl 1977 erstmals in das norwegische Nationalparlament Storting ein. Dort vertrat er den Wahlkreis Hedmark und wurde Mitglied im Verkehrsausschuss. Im Dezember 1979 fungierte er für einige Tage als kommissarischer Präsident des Lagtings, einer damaligen Kammer des Parlaments. Im Anschluss an die Wahl 1981 wurde er der Vorsitzende des Verkehrsausschusses. In dieser Position blieb Borgen für die gesamte Dauer der bis Herbst 1985 andauernden Legislaturperiode. Nach der Stortingswahl 1985 ging er in den Kommunal- und Umweltschutzausschuss über. Dort fungierte er bis Mai 1986 als stellvertretender Vorsitzender.

### Minister und Fylkesmann
Am 9. Mai 1986 wurde Kjell Borgen in der neu gebildeten Regierung Brundtland II zum Verkehrsminister ernannt. Als solcher ersetzte er den Senterpartiet-Politiker Johan Jakob Jakobsen aus der Vorgängerregierung. Zum 13. Juni 1988 ging er zum Posten des Kommunal- und Arbeitsministers über. Borgen wechselte dabei den Ministerposten mit William Engseth, der neuer Verkehrsminister wurde. Der Wechsel geschah im Rahmen eines größeren Umbaus des Kabinetts von Ministerpräsidentin Gro Harlem Brundtland. Borgens Amtszeit als Kommunal- und Arbeitsminister endete am 16. Oktober 1989 mit dem der Parlamentswahl 1989 folgenden Abtritt der Regierung.
Nachdem er während seiner Zeit als Minister aufgrund seiner Regierungsmitgliedschaft im Storting von seiner Parteikollegin Ingrid Nylund vertreten worden war, kehrte Borgen im Herbst 1989 ins Parlament zurück. Dort wurde er Mitglied im Kirchen- und Unterrichtsausschuss. Am 3. November erfolgte seiner Ernennung zum Kommunalminister in der zu diesem Zeitpunkt neu gebildeten Regierung Brundtland III. Er schied aus seinem Amt zum 4. September 1992 aus, als Gunnar Berge zu seinem Nachfolger ernannt wurde. Bei seiner erneuten Rückkehr ins Storting wurde Borgen als Nachfolger von Berge zum neuen Fraktionsvorsitzenden der Arbeiderpartiet-Gruppierung gewählt. Zudem wurde er Mitglied im Verteidigungsausschuss.
Zum Ende der Legislaturperiode 1989–1993 schied er nach 16 Jahren aus dem Storting aus. Borgen wurde im Anschluss als Nachfolger von Odvar Nordli neuer Fylkesmann der Hedmark. Er starb im August 1996 im Alter von 56 Jahren.